# Житомирский прорыв (1920)
Житомирский прорыв — прорыв обороны польских войск, совершённый частями 1-й Конной армии Юго-Западного фронта 5—7 июня 1920 года во время проведения Киевской операции.

## План операции
Перед 1-й Конной армией С. М. Будённого (16,2 тысяч сабель, 200 штыков, 53 орудия, 337 пулемётов, 7 бронепоездов, 3 бронеавтомобиля) ставилась задача — прорвать фронт на стыке польских 3-й и 6-й армий и наступать в общем направлении на Казатин, Житомир. 
Оперативное построение войск предусматривалось в два эшелона. В первом эшелоне наступали 4-я, а за ее флангами, уступами назад, 14-я и 11-я кавалерийские дивизии, последняя без 3-й бригады. При этом правофланговой 14-й дивизии приказывалось наносить удар на Самгородок, 4-й, в центре, — на Озерну, левофланговой 11-й — на Снежну. Для развития успеха после прорыва от дивизий первого эшелона требовалось в первый день выйти на рубеж реки Раставица и нарушить железнодорожное сообщение противника между Казатином и Киевом. Во втором эшелоне наступала 6-я кавалерийская дивизия, в резерве шла Особая кавбригада. Средняя тактическая плотность составила 5 эскадронов, 4,4 орудия, 28 пулемётов на 1 км фронта. 
Перед фронтом армии оборонялись польские 1-я кавалерийская и 13-я пехотные дивизии.

## Ход операции
5 июня части армии при поддержке огня артиллерии и бронепоездов перешли в наступление. 4-я кавалерийская дивизия прорвала оборону противника, и в прорыв вошли 11-я и 14-я кавдивизии, к затем и 6-я дивизия. К вечеру шестого июня 14-я кавдивизия заняла станцию Попельня и Бровки, 4-я — Вчерайше, 11-я — Пятигорку, 6-я кавдивизия вышла в район Ружина. Таким образом, Польский фронт на Украине был фактически прорван 1-й Конной армией на стыке 6-й и 3-й польских армий к концу дня 5 июня.
6 июня польским 13-й и 18-й пехотным дивизиям, перешедшим в наступление, удалось сомкнуть брешь за прорвавшейся 1-й Конной армией, но остановить её стремительное продвижение противник не мог, и она уже начала действовать в его тылах.
7 июня 11-я кавалерийская дивизия с боем захватила Бердичев, а 4-я, после небольшого сопротивления местного гарнизона, к 18 часам — Житомир.

## Результаты
Прорыв советской конницы на глубину 120—140 км вынудил польское командование начать отвод 3-й армии из Киева на Коростень и создал благоприятные условия для развития наступления другими армиями Юго-Западного фронта.